# DOBERMAN (アルバム)
『DOBERMAN』（ドーベルマン）は日本のミュージシャン、布袋寅泰の9枚目のアルバムである。2003年9月26日に東芝EMI/ヴァージンより発売された。
本項では、2003年12月3日に発売された映像作品『DOBERMAN DVD』についても触れる。

## 解説
前作『SCORPIO RISING』より1年半ぶりとなるソロキャリア9作目のオリジナル・アルバムである。
前作からのストレートなロックンロール・テイストを踏襲しつつ、リフで構成された楽曲が多い。この背景には前年5月、転倒により頭蓋骨骨折と硬膜外出血を負ったことも影響している。一時は二度とギターが弾けなくなるかもしれない危機に立たされた状況から復帰し前回ツアーを終えたことで「自分はギタリストなんだ」と再認識した結果、よりギターを前面に押し出す作品となった。また本作を完成させたことで「音楽的にも人間的にも自分は一巡したという感覚がある。バンドだったらここで解散してもいいくらい」という想いも語っている。
また今回新たに使用したHughes&Kettnerのデジタル・アンプ「zenTera」の影響もあってか全体的にデジタル色の強いギターサウンドとなっている。これまでの作品と比較して日本語もしくはカタカナ表記のタイトルが多いのも特徴である。
作詞は今まで二人三脚で制作してきた森雪之丞から離れ、元INUのボーカリストであり第123回芥川賞受賞作家でもある町田康、布袋の愛読作家である小池真理子、吉田修一といった作家陣、布袋の友人でもある俳優の豊川悦司とのコラボレーションで制作された。
BOØWY時代のバンドメイトである松井常松、そうる透、佐野康夫等が参加している。

## 録音
デモテープは全曲布袋のみの手で完成させており、これはソロ・キャリアでは『GUITARHYTHM』以来となる。
ギターはZEMAITISのMETAL FRONTをメインに、すべてHughes&Kettnerのデジタル・アンプ「zenTera」でライン録りされた。「zenTera」はツアーでも使用されている。
全11曲中6曲でドラムの音にエアロスミスのジョーイ・クレイマーのサンプリングCDが使用された。

## リリース
2003年9月26日に東芝EMI/ヴァージンよりリリースされた。
CDにはパソコンで見ることが出来るデータが含まれており、先行シングル『NOCTURNE No.9』のプロモーションビデオを見ることが出来る。
また2003年12月3日に、本作に収録された全11曲を映像化した『DOBERMAN DVD』がリリースされた。

## ツアー
本作を引っ提げたツアーは『HOTEI ROCK THE FUTURE 2003-2004 DOBERMAN TOUR』と題し、2003年10月30日の日本武道館を皮切りに34都市44公演が行われた。またツアー開始前にファンクラブ限定のライブハウス公演『beat crazy presents B.C.D.B.TOUR@club』が3都市5公演行われている。
レコーディングで使用したデジタルアンプ「zenTera」をツアーでも使用した。「zenTera」のパワーブックにセッティングをセーブできる機能を活かし、CDと同等の音質をステージにて再現できることを謳い「音殺 (音で殺す)」がツアー・コンセプトとして掲げられた。またメイン・ギターが従来のHOTEIモデル「TE-HT」から、今回新たに制作されたZODIACWORKSのカーボン製ギター「DARKSTAR」にシフトしている。「TE-HT」を使用していないツアーはBOØWY時代とCOMPLEX時代を含めても初であり、現在のところ唯一。
バンドメンバーはレコーディングにも参加した松井常松、渡部充一、岸利至、ザッカリー・アルフォードの4名。全員が前回ツアーと同メンバーであり、最終日となった2004年2月28日の横浜アリーナ公演ではこのバンドにてちょうど100ステージ目を迎えている。また今回はメンバー全員がコーラスも兼任した。
リハーサル期間中に布袋はクエンティン・タランティーノからロサンゼルスでの映画『キル・ビル』のワールドプレミアに招かれ、出席している。当初はリハーサル中の為、欠席の意を伝えたものの、バンドメンバーから「滅多にない機会だから絶対に行って来い。自分たちだけでやってるから」と背中を押され、出席する運びとなった。
ツアー初日となる2003年10月30日と翌31日の日本武道館公演にて、今回のツアー後にブライアン・セッツァーと組んで2005年から新たなバンドとして活動すること、同時にソロ活動を休止することを発表した。当日は共演こそなかったものの、セッツァー本人もステージに登場した。また最終日の終演後には布袋からのメッセージが映写された。
ツアーグッズのパンフレット『THE BIBLE 別有天地非世俗』にはこれまでの半生や本作への想い、今後の展望などを語ったロングインタビューが掲載されている。

## 収録曲
| 全作曲: 布袋寅泰。 |                          |            |            |      |
| #                  | タイトル                 | 作詞       | 作曲・編曲 | 時間 |
| 1.                 | 「DOBERMAN」             | 布袋寅泰   | 布袋寅泰   | 5:18 |
| 2.                 | 「弾丸ロック」           | 町田康     | 布袋寅泰   | 4:05 |
| 3.                 | 「TWISTED VON VOYAGE」   | 布袋寅泰   | 布袋寅泰   | 4:58 |
| 4.                 | 「やるだけやっちまえ！」 | 布袋寅泰   | 布袋寅泰   | 5:00 |
| 5.                 | 「GET HIGH」             | 布袋寅泰   | 布袋寅泰   | 4:53 |
| 6.                 | 「NOCTURNE No.9」        | 布袋寅泰   | 布袋寅泰   | 4:44 |
| 7.                 | 「EVIL DANCE」           | 小池真理子 | 布袋寅泰   | 5:15 |
| 8.                 | 「デスペラード」         | 布袋寅泰   | 布袋寅泰   | 5:37 |
| 9.                 | 「グレイト・エスケイプ」 | 吉田修一   | 布袋寅泰   | 4:13 |
| 10.                | 「NEW WORLD」            | 豊川悦司   | 布袋寅泰   | 5:23 |
| 11.                | 「ハウリング」           |            | 布袋寅泰   | 5:34 |
| 合計時間:          | 合計時間:                | 合計時間:  | 55:00      |      |

### 楽曲解説
1. DOBERMAN
TDK スーパーハードコートDVD 超硬 CFソングとして使用され、布袋本人もCFに出演している。
アーケードゲーム『STARHORSE2』のBGMに使用されている。
2. 弾丸ロック
町田康が作詞で参加。町田は後の布袋作品にも参加している。
なお布袋と町田はこれまで面識なかったものの、1980年代にそれぞれBOØWYとINUのメンバーとして新宿LOFTを拠点に活動していた[4]。
当アルバム発売から3年後の2005年、当時ニューヨーク・ヤンキースに所属していた松井秀喜がヤンキースタジアム公式戦にて打席に入る際のテーマ曲として使用された[5]。
3. TWISTED BON VOYAGRE
4. やるだけやっちまえ！
5. GET HIGH!!!
6. NOCTURNE No.9
25thシングル。
表記はないが、冒頭にSEが追加されたアルバム・バージョン。
7. EVIL DANCE
小池真理子が作詞で参加。
なお小池は『ROCK THE FUTURE TOUR 2000-2001 "fetish"』のツアーパンフレットにも短編小説「闇のオンディーヌ」を書き下ろしている。
8. デスペラード
歌詞カードにサブタイトルとして〜孤独な無法者の心を照らすのは貴女の燃えるような唇だけ〜と表記されている。
9. グレイト・エスケイプ
25thシングル「NOCTURNE No.9」のカップリング曲。シングル盤のタイトルは「GREAT ESCAPE」と英語表記されている。
吉田修一が作詞で参加。布袋が「パークライフ」を始めとする吉田の愛読者であったことから、このコラボレーションへと至っている。
10. NEW WORLD
布袋の友人である豊川悦司が作詞で参加している。
11. ハウリング
前述した「zenTera」のセッティングをパワーブックにセーブ出来る機能を活かし、スタジオでレコーディングした後、セッティングを持ち帰り自宅で再録したという。

## 参加ミュージシャン
- 布袋寅泰 - ギター、ベース、ボーカル、プログラミング
- 岸利至 (abingdon boys school) - プログラミング
- 松井常松 - ベース(#6)、バッキングボーカル(#2)
- 渡部充一 - バッキングボーカル(#2) ギターでツアーにも参加。
- そうる透 - ドラムス(#4,6,10)
- 高水健司 - ベース(#3,8,11)
- 田口亮(JET SETS) - バッキングボーカル(#3)
- 大西克己(JET SETS) - バッキングボーカル(#3)
- JILL(PERSONZ) - バッキングボーカル(#3,4,5,7)
- Anchang（SEX MACHINEGUNS）- バッキングボーカル(#4)
- 高尾直樹 - バッキングボーカル(#5,7)
- KYO-YA - バッキングボーカル(#6)
- 石川二三夫 - ブルースハープ(#7)
- 佐野康夫 - ドラムス(#8)
- 浜口茂外也 - パーカッション(#8)
- 五反田靖 - トランペット
- スティーヴ・エトウ - パーカッション(#9)
- STEPHEN McKNIGHT - バッキングボーカル(#10)
- 金原千恵子ストリングス - ストリングス(#11)
- 島健 - ストリングスアレンジメント(#11)

## DOBERMAN DVD
『DOBERMAN DVD』（ドーベルマン ディーヴイディ）は、日本のミュージシャン、布袋寅泰の映像作品。2003年12月3日に発売。
アルバム『DOBERMAN』に収録の全11曲を、11組の映像クリエイターとの共作によって映像化した作品で、布袋としての作品では初めてDTS 5.1ch オーディオMIXが採用された。
DVDの発売に先駆けて、11月21日よりカウントダウン形式でストリーミング配信で開始され、本作に収録の映像が毎日1本ずつ公開されていた。
| #         | タイトル                 | 作詞      | 作曲・編曲 | 映像クリエイター |
| --------- | ------------------------ | --------- | ---------- | ---------------- |
| 1.        | 「DOBERMAN」             |           |            | 東弘明           |
| 2.        | 「弾丸ロック」           |           |            | 掛川康典         |
| 3.        | 「TWISTED VON VOYAGE」   |           |            | 内野政明         |
| 4.        | 「やるだけやっちまえ！」 |           |            | GUADELOUPE       |
| 5.        | 「GET HIGH」             |           |            | J-ARAI           |
| 6.        | 「NOCTURNE No.9」        |           |            | 中野裕之         |
| 7.        | 「EVIL DANCE」           |           |            | AKIKO MANDARA    |
| 8.        | 「デスペラード」         |           |            | AT               |
| 9.        | 「グレイト・エスケイプ」 |           |            | KEN YOKOI        |
| 10.       | 「NEW WORLD」            |           |            | 操上和美         |
| 11.       | 「ハウリング」           |           |            | 平間至           |
| 合計時間: | 合計時間:                | 合計時間: | 0:00       |                  |